# Onthophagus kassaicus
Onthophagus kassaicus là một loài bọ cánh cứng trong họ Bọ hung (Scarabaeidae).